# Dysphaea ethela
Dysphaea ethela – gatunek ważki z rodziny Euphaeidae.